# Мера (Клуж)
Мера (рум. Mera) — село у повіті Клуж в Румунії. Входить до складу комуни Бачу.
Село розташоване на відстані 334 км на північний захід від Бухареста, 11 км на захід від Клуж-Напоки.

## Населення
За даними перепису населення 2002 року у селі проживали 1419 осіб.
Національний склад населення села:
| Національність | Кількість осіб | Відсоток |
| -------------- | -------------- | -------- |
| угорці         | 1158           | 81,6%    |
| цигани         | 136            | 9,6%     |
| румуни         | 125            | 8,8%     |

Рідною мовою назвали:
| Мова      | Кількість осіб | Відсоток |
| --------- | -------------- | -------- |
| угорська  | 1171           | 82,5%    |
| румунська | 134            | 9,4%     |
| циганська | 110            | 7,8%     |